# Третьяков, Пётр Иванович
Пётр Иванович Третьяков (31 октября 1927 — 19 октября 2018, Москва) — советский хозяйственный, партийный и государственный деятель.

## Биография
Родился 31 октября 1927 года. Окончил среднюю школу в Кустанае. Выпускник Уральского лесотехнического института (1951). Член КПСС с 1957 года.
- В 1951—1961 годах работал в леспромхозах Сахалинской области.
- С 1961 года на советской и партийной работе в Сахалинской области: председатель Томаринского райисполкома, председатель Поронайского горисполкома, первый секретарь Поронайского горкома партии, заведующий организационным отделом секретарь Сахалинского обкома КПСС[1][2].
- С 23 декабря 1978 по 17 июня 1988 — первый секретарь Сахалинского обкома КПСС[3].
- C 6 марта 1986 по 25 апреля 1989 — член ЦК КПСС[4].

Избирался депутатом Верховного Совета СССР 10-го и 11-го созывов.
Персональный пенсионер союзного значения. Жил в Москве, был членом КПРФ. Умер в Москве 19 октября 2018 года. Похоронен на Хованском кладбище (Центральная терр., уч. 50а).

## Награды
6 орденов и медали, в том числе:
- Орден Ленина